# 波馬扎尼
45°36′8″N 29°18′33″E / 45.60222°N 29.30917°E
波馬扎尼（烏克蘭語：Помазани）是位於烏克蘭西南部的村莊，由敖德萨州伊茲梅爾區的基利亞市鎮負責管轄。該村始建於1908年，面積8.04平方公里，海拔高度28米，2001年人口108，人口密度每平方公里600人。